# Betray and Degrade
«Betray and Degrade» es una canción de la banda sudafricana de metal alternativo Seether. Fue lanzado el 9 de agosto de 2017 como el segundo sencillo de su séptimo álbum de estudio Poison the Parish (2017). La canción alcanzó el puesto número dos en la lista Billboard Mainstream Rock Songs en 2017.

## Antecedentes
La canción fue lanzada como el segundo sencillo, después de "Let You Down", del séptimo álbum de estudio de la banda Poison the Parish. El video musical de la canción fue lanzado el 10 de agosto de 2017.

## Composición y temas
La canción fue autoproducida por Morgan. La canción utiliza dinámicas tranquilas y fuertes, pasando de vibraciones "saltadas" a tonos más pesados y agresivos.

## Video musical
Su video musical se destacó por su cambio de dirección de lo habitual: aunque típicamente serio, el video fue descrito como "cómico" y "despreocupado". El video presenta a la banda (el vocalista y guitarrista Shaun Morgan, el bajista Dale Stewart, el guitarrista de gira Clint Lowery y el baterista John Humphrey) tocando de manera alegre, con grandes sonrisas en escenarios pacíficos como bosques y playas. A medida que avanza la canción, el escenario se oscurece, mientras que los miembros de la banda comienzan a verse amenazantes, cubiertos de tierra y sangre, y convertidos en zombis.

## Posicionamiento en lista
| Lista (2017)                                  | Posición |
| --------------------------------------------- | -------- |
| Estados Unidos (Hot Rock & Alternative Songs) | 29       |
| República Checa Rock (IFPI)                   | 3        |